# 皇家韋斯達路足球會
皇家韋斯達路足球會（Koninklijke Voetbal Club Westerlo；荷蘭語發音：[ˈkoːnɪŋkləkə ˈvudbɑl ˌklʏp ˈʋɛstərloː]；簡稱韋斯達路）是一支比利時職業足球會，現時於比甲作賽，他們在1997–98球季開始一直踢頂級聯賽。球會於1933年成立。他們是車路士的衛星球會。

## 外部連結
- 官方網站 （页面存档备份，存于）